# Thailand Open 2006
Il Thailand Open 2006 è stato un torneo di tennis giocato sul cemento indoor. È stata la 4ª edizione del Thailand Open, che fa parte della categoria International Series nell'ambito dell'ATP Tour 2006. Si è giocato all'Impact Arena di Bangkok in Thailandia, dal 25 settembre al 1º ottobre 2006.

## Campioni

### Singolare
James Blake ha battuto in finale  Ivan Ljubičić con il punteggio di 6–3, 6–1

### Doppio
Jonathan Erlich /  Andy Ram hanno battuto in finale  Andy Murray /  Jamie Murray con il punteggio di 6–2, 2–6, [10–4]